# Casemate de Bining
La casemate de Bining est une casemate d'intervalle CORF de la ligne Maginot, une casemate d'infanterie double de type nouveaux fronts, située sur la limite entre les communes de Gros-Réderching et de Rohrbach-lès-Bitche, dans le département de la Moselle.

## Position sur la ligne
Faisant partie du sous-secteur de Bining, dans le secteur fortifié de Rohrbach, la casemate de Bining est intégrée à la « ligne principale de résistance » entre l'ouvrage du Welschhof (O 240) à l'ouest et l'ouvrage de Rohrbach (O 250) à l'est.

## Description
C'est une casemate double du modèle « nouveaux fronts » (modèle 1930), dont l'armement principal devait tirer en flanquement le long de la ligne, vers l'ouest et vers l'est. Elle est donc équipée de chaque côté avec deux créneaux de tir cuirassés sous béton, l'un pour un jumelage de mitrailleuses (qui peut être remplacé par un antichar de 47 mm : JM/AC 47), l'autre uniquement pour un jumelage de mitrailleuses. Cet armement en façade est complété au-dessus par une cloche pour une arme mixte (cloche AM) tirant vers l'est.
La protection rapprochée était confiée à des créneaux pour fusil-mitrailleurs, avec en toiture une « cloche pour guetteur et fusil-mitrailleur » (cloches GFM type B), servant d'observatoire J2. L'étage inférieur, en sous-sol, abritait un groupe électrogène et le système de ventilation et de filtrage (en cas d'alerte au gaz).

## Histoire
En juin 1940, un canon allemand placé à 800 mètres commence à frapper la façade ouest et arrive à placer un obus dans le créneau : l'obus éclate dans la chambre de tir ouest, ce qui provoque la reddition de la casemate.

Photos-souvenirs allemandes
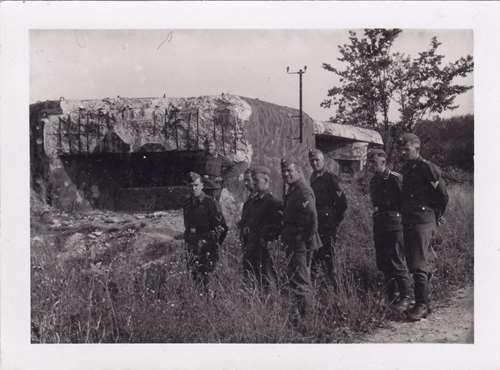
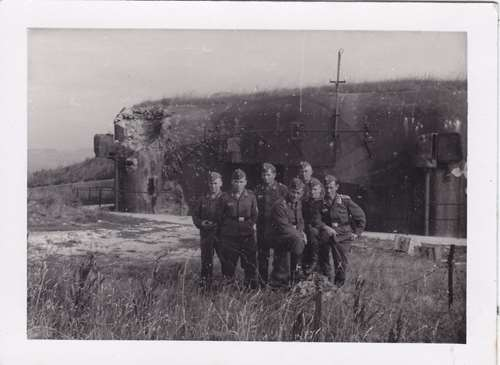
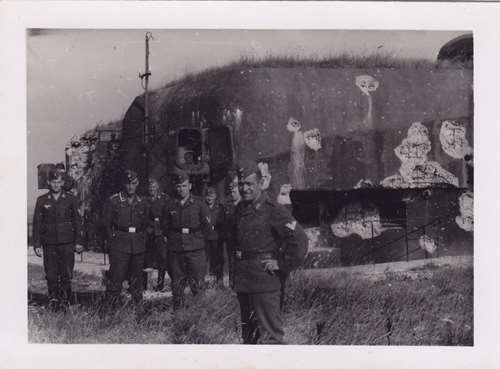

De 1962 à 1995, la parcelle de terrain de la casemate est utilisée pour la station « Rohrbach » de transmission ACE High-System de l'OTAN.

## État actuel
Le terrain est toujours domaine militaire.